# Pedina
Pedina is een geslacht van uitgestorven zee-egels uit de familie Pedinidae.

## Soorten
- Pedina eocenica Sánchez Roig, 1949 †
- Pedina madagascariensis Lambert, 1936 †